# شین دوان
شین دوان (انگلیسی: Shane Doan؛ زادهٔ ۱۰ اکتبر ۱۹۷۶) بازیکن هاکی روی یخ اهل کانادا است.
از باشگاه‌هایی که در آن بازی کرده‌است می‌توان به فینیکس کایوتیس اشاره کرد.